# Бардхаман
Ба́рдхаман (англ. Bardhaman), или Бурдван (англ. Burdwan) — город в индийском штате Западная Бенгалия. Административный центр округа Бардхаман. Средняя высота над уровнем моря — 39 метров. Расположен в 1100 км от Дели и в менее чем 100 км к северо-западу от Калькутты. По данным всеиндийской переписи 2011 года, в городе проживало 347 016 человек.

## Галерея

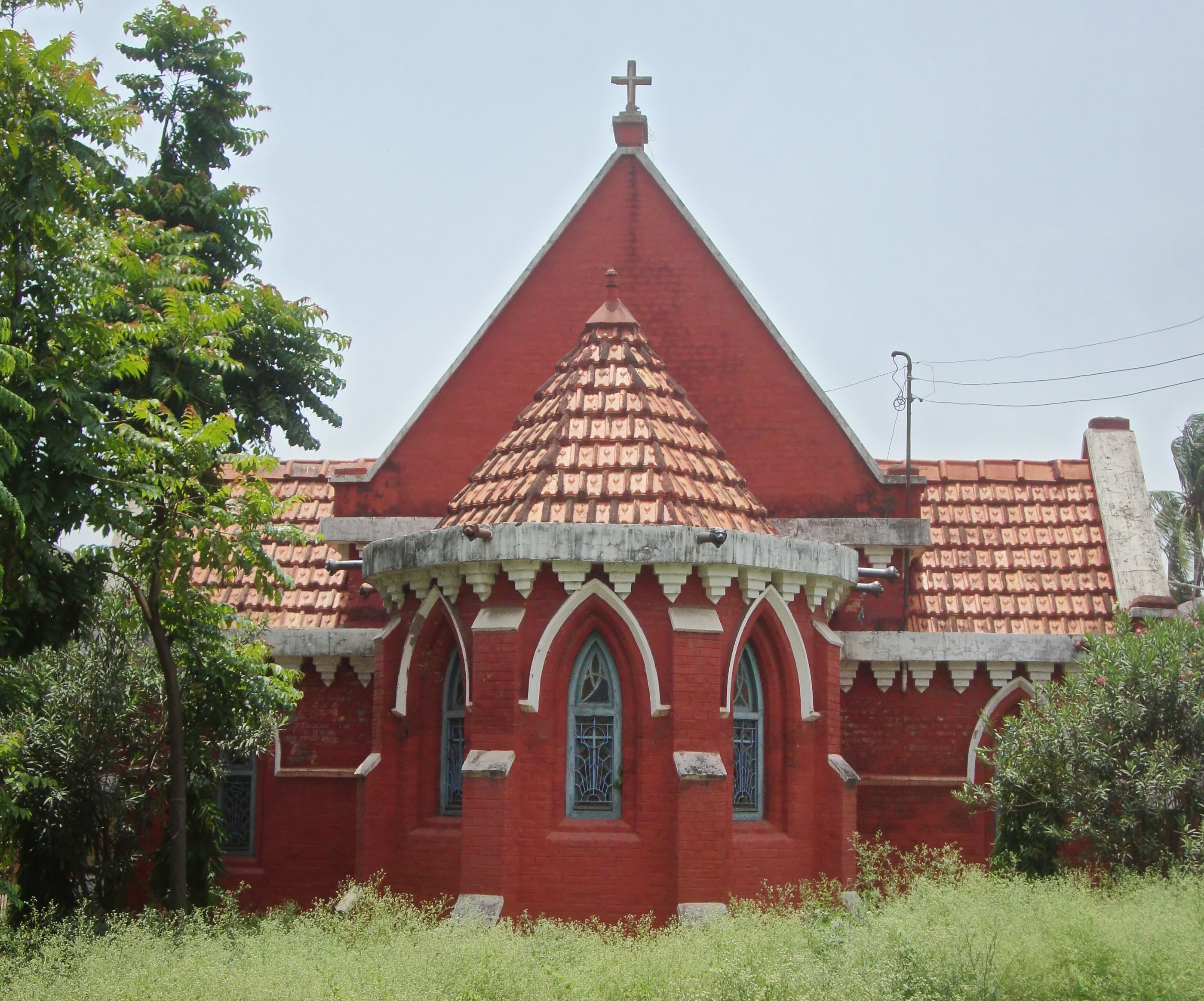
Церковь
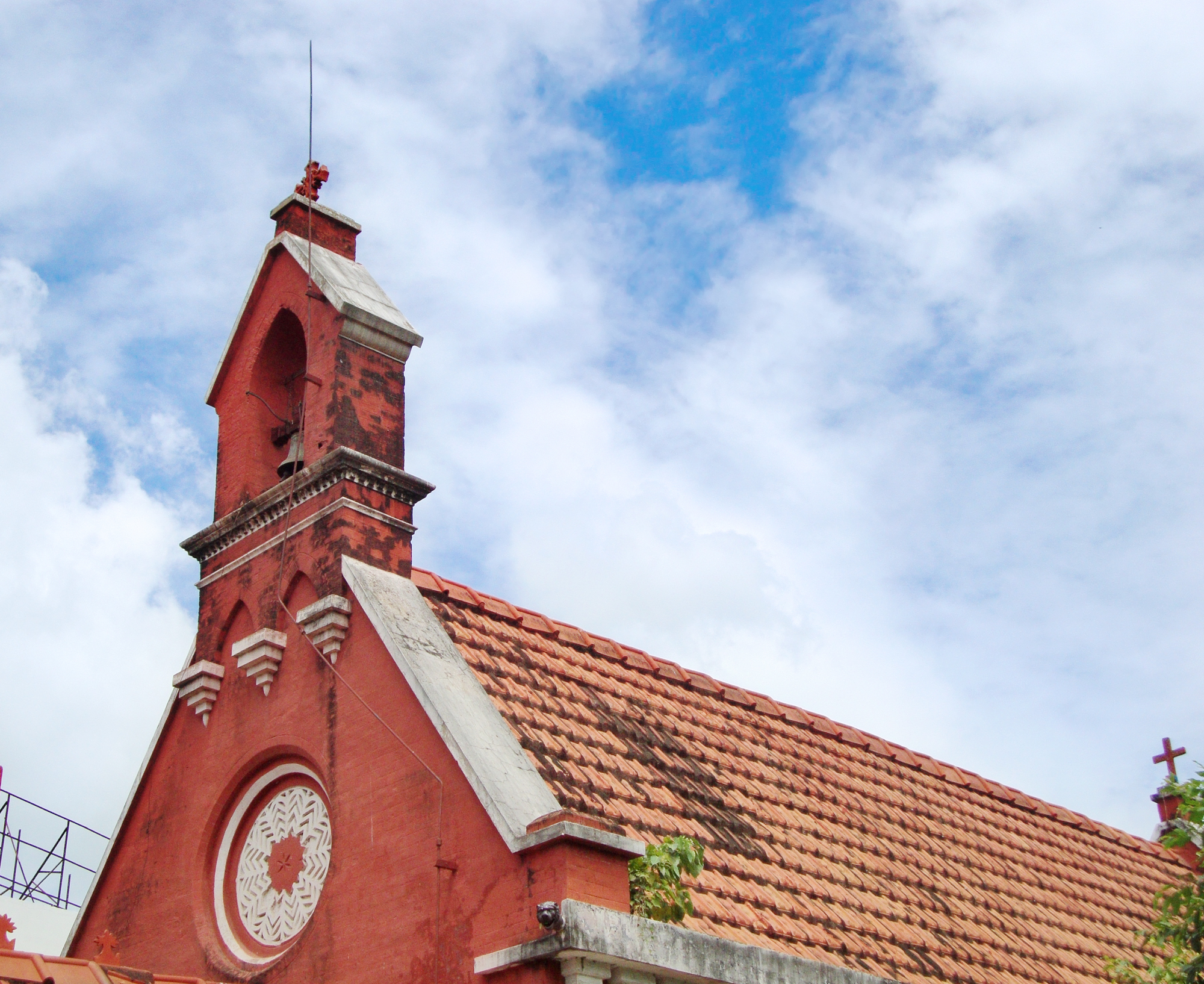
Церковь
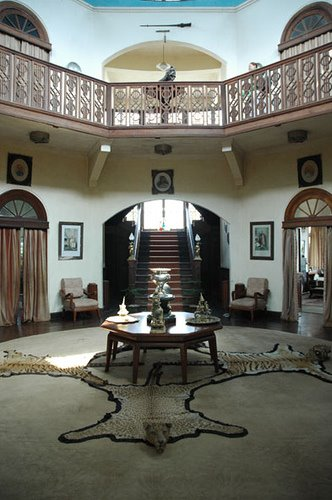
Дворец
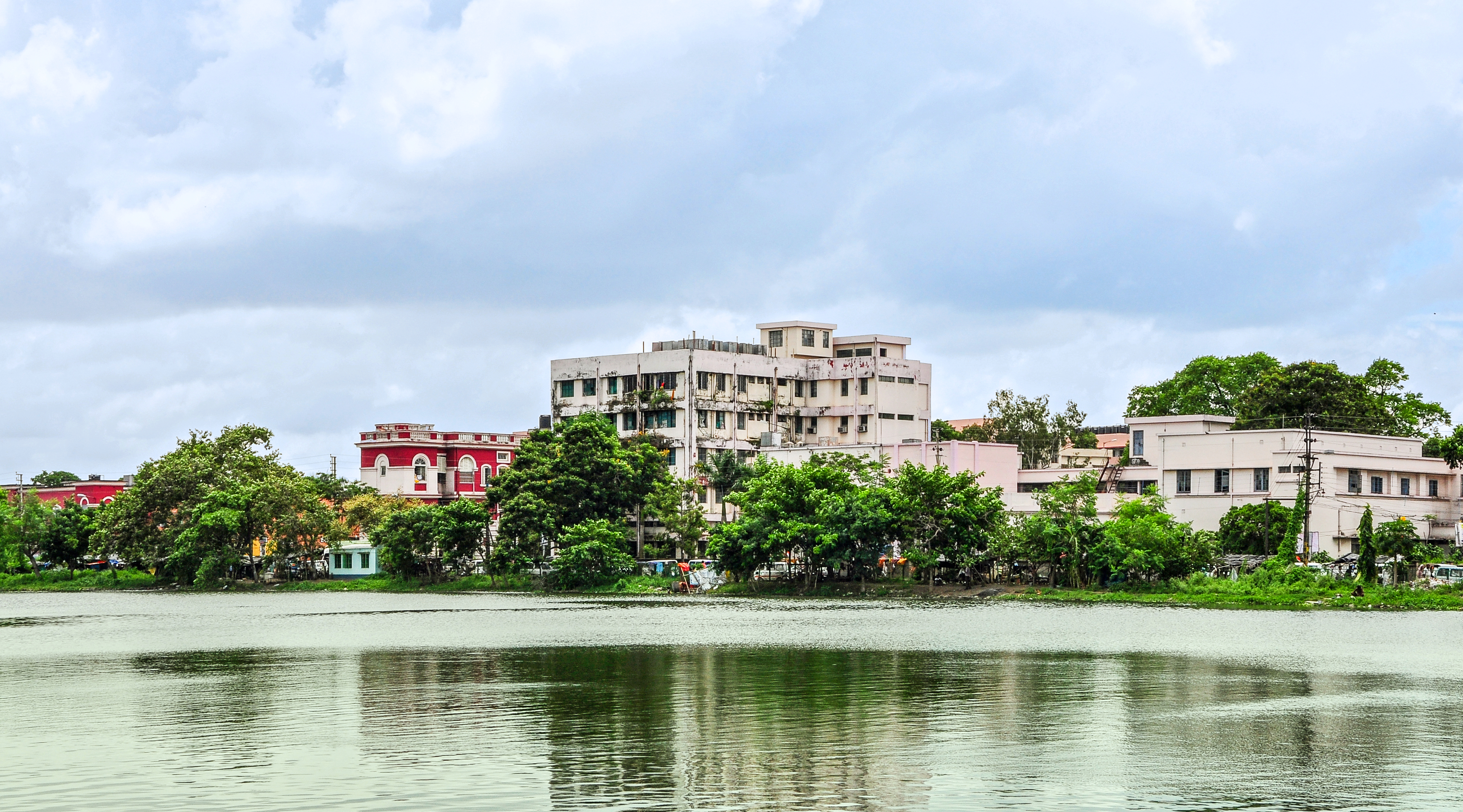
Больница Бурдванского медицинского колледжа
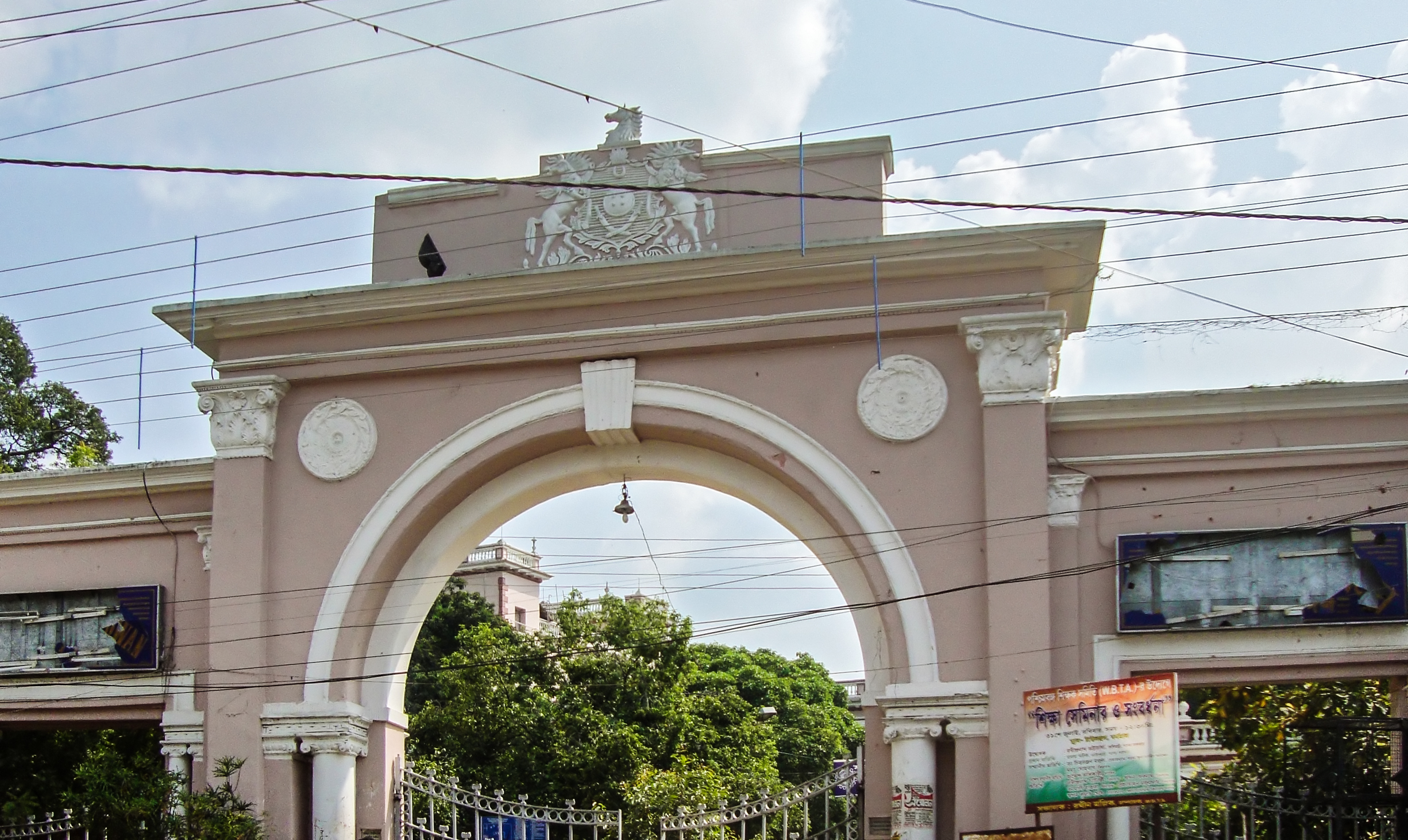
Ворота административного комплекса Бурдванского университета
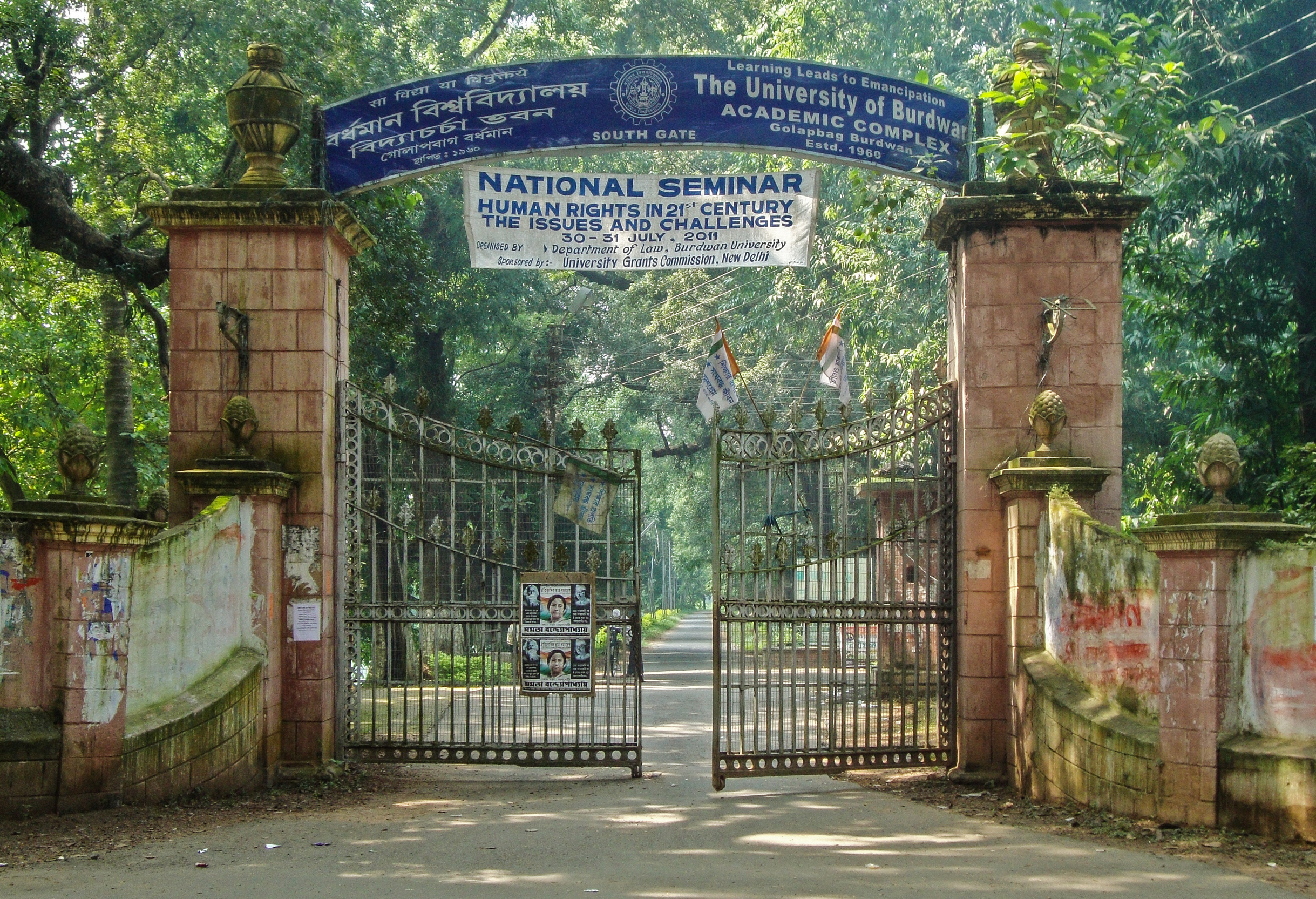
Южные ворота академгородка Бурдванского университета
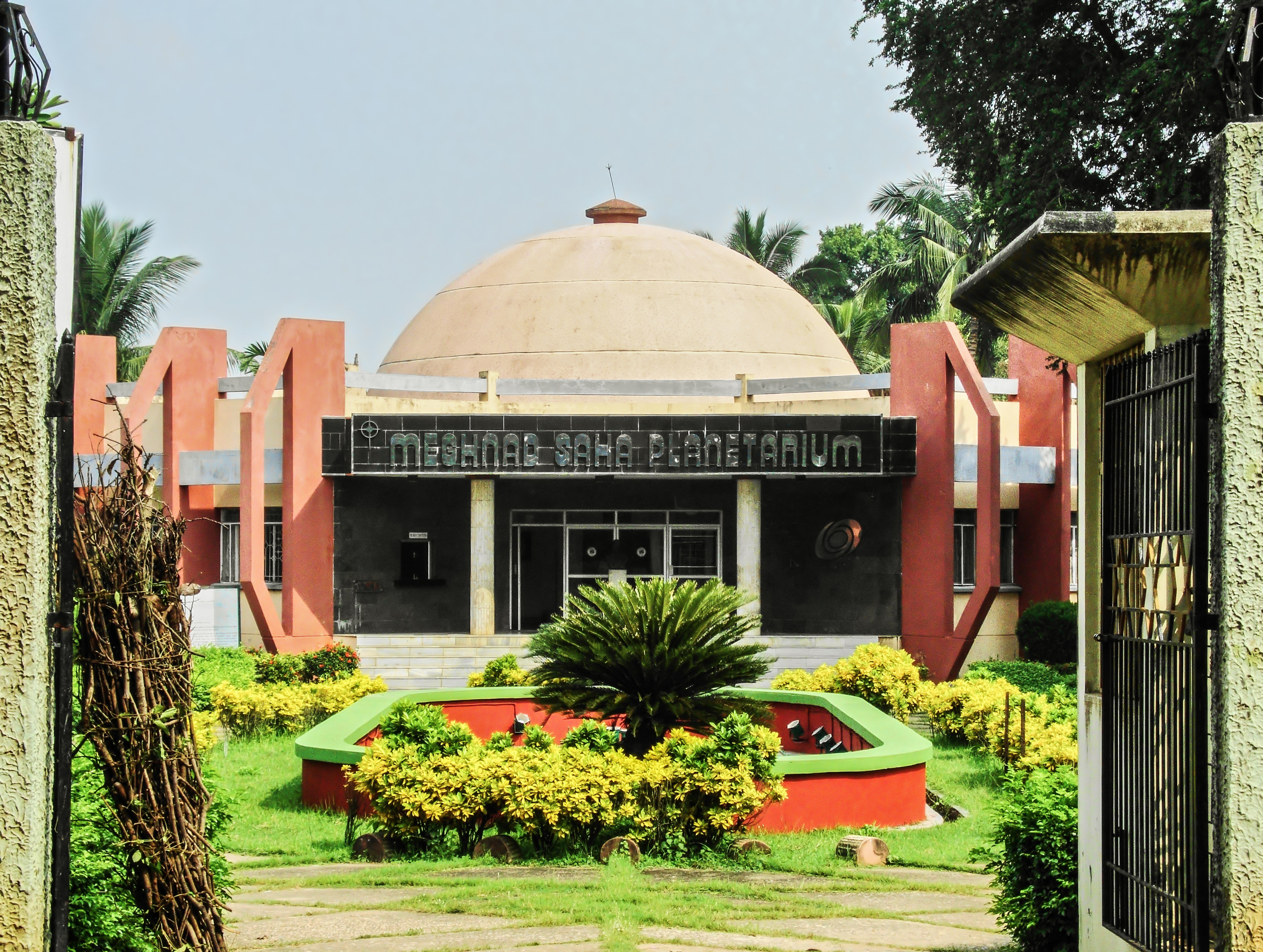
Бурдванский планетарий
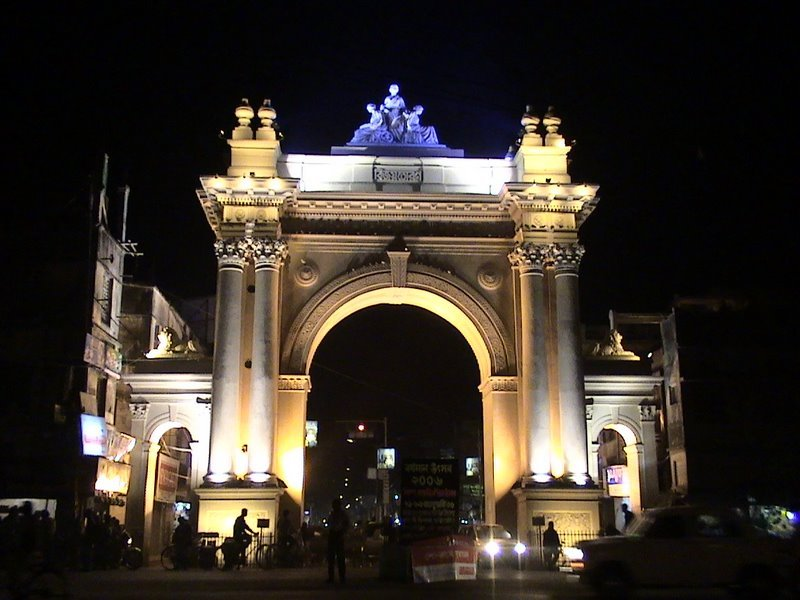
Кёрзонские ворота
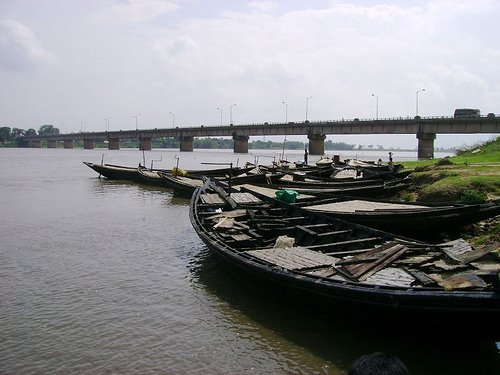
Река Дамодар
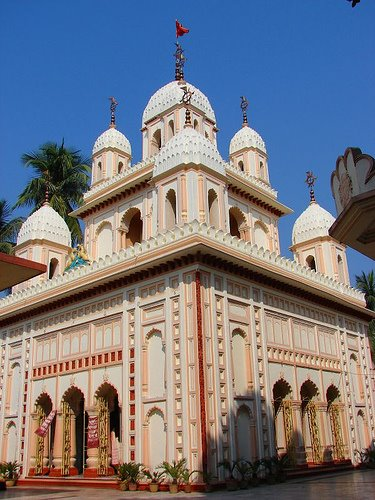
Храм Сарвамангалы